# 운남중학교 (광주)
운남중학교(雲濫中學校)는 대한민국 광주광역시 광산구 운남동에 위치한 공립 중학교이다.

## 학교 연혁
- 1995년 12월 27일 : 운남중학교 설립인가(24학급, 남녀공학)
- 2000년 2월 10일 : 제1회 졸업식(315명)
- 2001년 9월 27일 : 급식소 설치(90명 320석 확보)
- 2004년 9월 1일 : 교육인적자원부 지정 E-learning 연구학교
- 2007년 12월 12일 : 도서관 리모델링
- 2023년 9월 1일 : 제12대 봉순옥 교장 취임
- 2025년 1월 10일 : 제26회 졸업식 (7학급 남 88명, 여 76명 계 164명)
- 2025년 3월 4일 : 제29회 입학식 (7학급 남 98명, 여 78명 계 176명)

## 참고 자료
- 운남중학교 - 한국교육학술정보원 학교알리미